# Carl Grünberg
Carl Grünberg (ur. 10 lutego 1861 w Fokszany, zm. 2 lutego 1940 we Frankfurcie nad Menem) – niemiecki marksista, historyk ruchu robotniczego, pierwszy dyrektor Instytutu Badań Społecznych we Frankfurcie nad Menem.
Przedstawiciel starszej generacji ortodoksów marksistowskich, w latach 1923–1930 dyrektor Instytutu Badań Społecznych. Od 1910 wydawał pismo naukowe „Archiv für die Geschichte des Sozialismus und der Arbeiterbewegung” poświęcone historii ruchu robotniczego oraz teorii marksizmu.